# Panningia hyndmani
Panningia hyndmani is een zeekomkommer uit de familie Cucumariidae.
De wetenschappelijke naam van de soort werd in 1840 gepubliceerd door Charles Wyville Thompson.